# 政治考慮
政治考慮（英語：Political Concern）是指政治人物或者涉及政治的人士在作出某些行動或者決策時，為以確保自身、所屬、相關等的團體的政治利益為優先考慮。所需要考慮的利益包括議席、政治特權及管治威信等。有時候，這些政治考慮的決定，有可能凌駕於社會各階層的利益之上，損害公眾利益。